# استفانی (خواننده کره جنوبی)
استفانی (به انگلیسی: Stephanie)با نام اصلی کیم بو-کیونگ (به انگلیسی: Kim Bo-kyung)(زاده ۱۶ اکتبر ۱۹۸۷) خواننده آمریکایی-کره‌ای است.
او عضو گروه د گریس بود.